# Foton-M3

Il lancio del vettore Soyuz-U. (Foto: ESA)

Il Foton-M3 durante l'assemblaggio. (Foto: ESA)

Foton-M3 era una missione senza equipaggio utilizzante il satellite Russo Foton-M con carico utile fornito dall'Agenzia Spaziale Europea lanciata dal razzo sovietico Soyuz-U il 14 settembre 2007 alle 13:00 CEST dal cosmodromo di Baikonur in Kazakistan dell'Agenzia Spaziale Russa. Questa era la terza missione della serie Foton-M dopo la Foton-M2 del 2005 e la Foton-M1 esplosa durante il lancio il 15 ottobre 2002.
Poco dopo il lancio la navetta spaziale si separò dal razzo vettore e si inserì in un'orbita di parcheggio a 300 chilometri per 12 giorni. Scaduti questi la navicella atterrò nella steppa del Kazakistan alle 09:58 CEST del 26 settembre.
Il carico utile consisteva in 400 chilogrammi di esperimenti. Il satellite portava a bordo 43 esperimenti che riguardavano meccanica dei fluidi, biologia, la crescita dei cristalli, dosimetri di radiazioni e esobiologia. Alcuni esperimenti erano di carattere tecnologico e miravano a ottenere maggiore efficienza nei processi di estrazione e di realizzazione di leghe per semiconduttori migliori.
Tra gli esperimenti degni di nota si segnalarono:
- Aquahab, un esperimento di habitat acquatico utilizzato per studiare come l'assenza di peso possa influenzare gli organismi unicellulari, gli Euglena gracilis e un pesce della famiglia dei Cichlidae.
- Biobox, un esperimento formato da due incubatrici programmabili con al loro interno cinque culture. Le prime tre culture studiarono l'assenza di gravità su cellule osteoblastiche e osteolitiche. La quarta coltura studiò gli effetti delle radiazioni spaziali su tessuti viventi mentre la quinta coltura serviva per esaminare gli effetti dell'assenza di peso sul tessuto connettivo.
- Eristo/Osteo era un progetto ESA/CSA (l'Agenzia Spaziale Canadese) formato da due incubatrici. Queste al loro interno contenevano quattro vassoi di esperimenti utilizzati per verificare l'efficacia di farmaci e i fattori di crescita su cellule ossee.
- TEPLO invece era un esperimento franco/belga nato per testare le caratteristiche di nuovi conduttori termici in assenza di peso.
- Biopan era un contenitore montato esternamente alla navicella che ha esposto dieci esperimenti alle condizioni dello spazio durante la missione.
- Stone-6 e Lithopanspermia erano due esperimenti collegati allo scudo termico della navetta che hanno esposto dei frammenti di roccia con organismo viventi alle condizioni dello spazio e alle rigide condizioni del rientro della capsula.
- GRADFLEX era un esperimento italo/statunitense che ha dimostrato la validità delle attuali teorie dei fluidi in assenza di gravità.[2]

Inoltre il satellite portava al suo interno YES2 (Secondo Young Engineers Satellite), un minisatellite da 36 chilogrammi sviluppato da più di 450 studenti e dalla società Delta-Utec.
Il 25 settembre YES ha dispiegato un cavo lungo 30 chilometri, il più lungo cavo mai portato in orbita. Il cavo è stato utilizzato per far tornare una piccola capsula per un rientro passivo al fine di dimostrare la possibilità di far ritornare a Terra le sonde con questo metodo, molto più economico dei metodi attuali.